# Chiến tranh Pháp – Hà Lan
Chiến tranh Pháp – Hà Lan, gọi tắt là Chiến tranh Pháp – Hà (tiếng Pháp: La Guerre de Hollande) (1672–78) là một cuộc chiến tranh diễn ra giữa Pháp, Thụy Điển, Giám mục hoàng thân Münster, Tổng Giám mục Köln và Anh quốc chống lại Cộng hòa Hà Lan, vốn sau đó đã sáp nhập vào lãnh địa của Habsburg thuộc Áo, Brandenburg và Tây Ban Nha để thành lập Liên minh bốn bên. Cuộc chiến kết thúc với việc ký kết Hiệp ước Nijmegen năm 1678, trong đó đã trao cho Pháp quyền kiểm soát Franche-Comté và một số thành phố thuộc Flanders và tỉnh Hainaut (vốn trước đó nằm dưới sự kiểm soát của Tây Ban Nha).